# Leioproctus australiensis
Leioproctus australiensis är en biart som först beskrevs av Dalla Torre 1896.  Leioproctus australiensis ingår i släktet Leioproctus och familjen korttungebin. Inga underarter finns listade i Catalogue of Life.